# Torre de Climent Savall
La Torre de Climent Savall és un edifici del municipi de Castelldefels (Baix Llobregat) declarat bé cultural d'interès nacional.

## Descripció
És una torre situada a 80 metres de la torre de Gabriel Folcher. És de planta quadrada amb accés pel primer pis. La planta baixa es feia servir com a magatzem o quadrada i tenia una entrada independent. Té una alçada de quatre plantes i està coronada per una barbacana que recorre tot el perímetre i uns merlets esglaonats. A la façana sud-oest hi ha una inscripció on es pot llegir: " JHS. AY/1558. CLIMENT SAVAL BALLE MA FETA PER MA DE IOHA FOT" que es pot transcriure com: "Jesús Home Salvador. Any 1558. Climent Savall Batlle m'ha fet per mans de Joan Font".

## Història
Va ser construïda per Joan Font cap a l'any 1558.